# Dolores García Pineda
Dolores García Pineda (Cadis, 1916) és Doctora en Farmàcia i en Bioquímica i investigadora de la Junta d'Energia Nuclear.
Ha treballat a l'Institut Oceanogràfic i a la Torry Research Station, a Aberdeen, Escòcia on va realitzar la seva tesi sobre bioquímica analítica de lípids del bacallà. A la Universitat Hebrea de Jerusalem va realitzar treballs sobre enzimologia amb Benjamin Shapiro.El 1958, va començar a treballar a la Junta d'Energia Nuclear (actual Ciemat). Primer (entre 1960 i 1961) amb una beca d'intercanvi d'aquest organisme al costat del D. Noveli en síntesi de proteïnes en l'Oak Ridge Laboratory i més tard (entre 1962 i 1963) en el grup de Severo Ochoa a la Universitat de Nova York.